# Dhanurasana

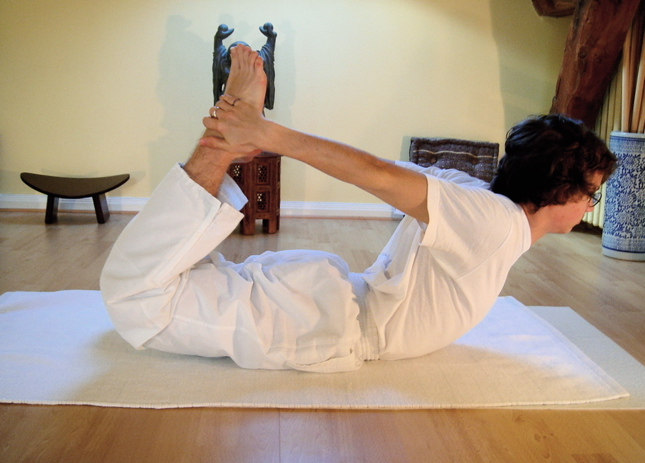
L'arc
Dhanurasana

Dhanurāsana (devanāgarī : धनुरासन) est un terme sanskrit qui se traduit littéralement par posture de l'arc. Dans le yoga, Dhanurāsana est une posture d'extension.